# 299

299(이백구십구)는 298보다 크고 300보다 작은 자연수다.

## 수학
- 합성수로, 그 약수는 1, 13, 23, 299다. 진약수의 합은 37이므로, 299는 부족수다.
  - 94번째 반소수다. 앞의 반소수는 298, 다음 반소수는 301이다.
- 12번째 케이크 수다. 앞의 케이크 수는 232, 다음은 378이다.
- {\displaystyle 47^{4}-1}은 299로 나누어떨어진다.

## 과학
- NGC 299(영어판): 큰부리새자리 방향에 있는 산개성단.

## 교통
- 일본 299번 국도(일본어판): 나가노현 지노시에서 사이타마현 이루마시까지 이어지는 일본의 국도.
- 현도 제299호선

## 군사
- U-299(영어판): 제2차 세계 대전에 사용된 나치 독일의 군용 잠수함.

## 문화유산
- 대한민국의 국보 제299호: 신원사노사나불괘불탱
- 대한민국의 보물 제299호: 구례 화엄사 대웅전
- 대한민국의 사적 제299호: 화성 제암리 3·1운동 순국 유적

## 방송
- 지니 TV의 미국 국제 방송인 CNN 인터내셔널 채널 번호.
- B tv의 WBS 원음방송 채널 번호.
- LG헬로비전의 MGTV 채널 번호.

## 기타
- 연도: 299년, 기원전 299년
- 299 퀸 스트리트 웨스트(영어판): 캐나다 온타리오주 토론토에 있는 사무용 건물.
- 299 파크 애비뉴(영어판): 미국 뉴욕주 맨해튼에 있는 사무용 건물.